# Ceropegia rhynchantha
Ceropegia rhynchantha är en oleanderväxtart som beskrevs av Rudolf Schlechter. Ceropegia rhynchantha ingår i släktet Ceropegia och familjen oleanderväxter. Inga underarter finns listade i Catalogue of Life.